# Notting Hill

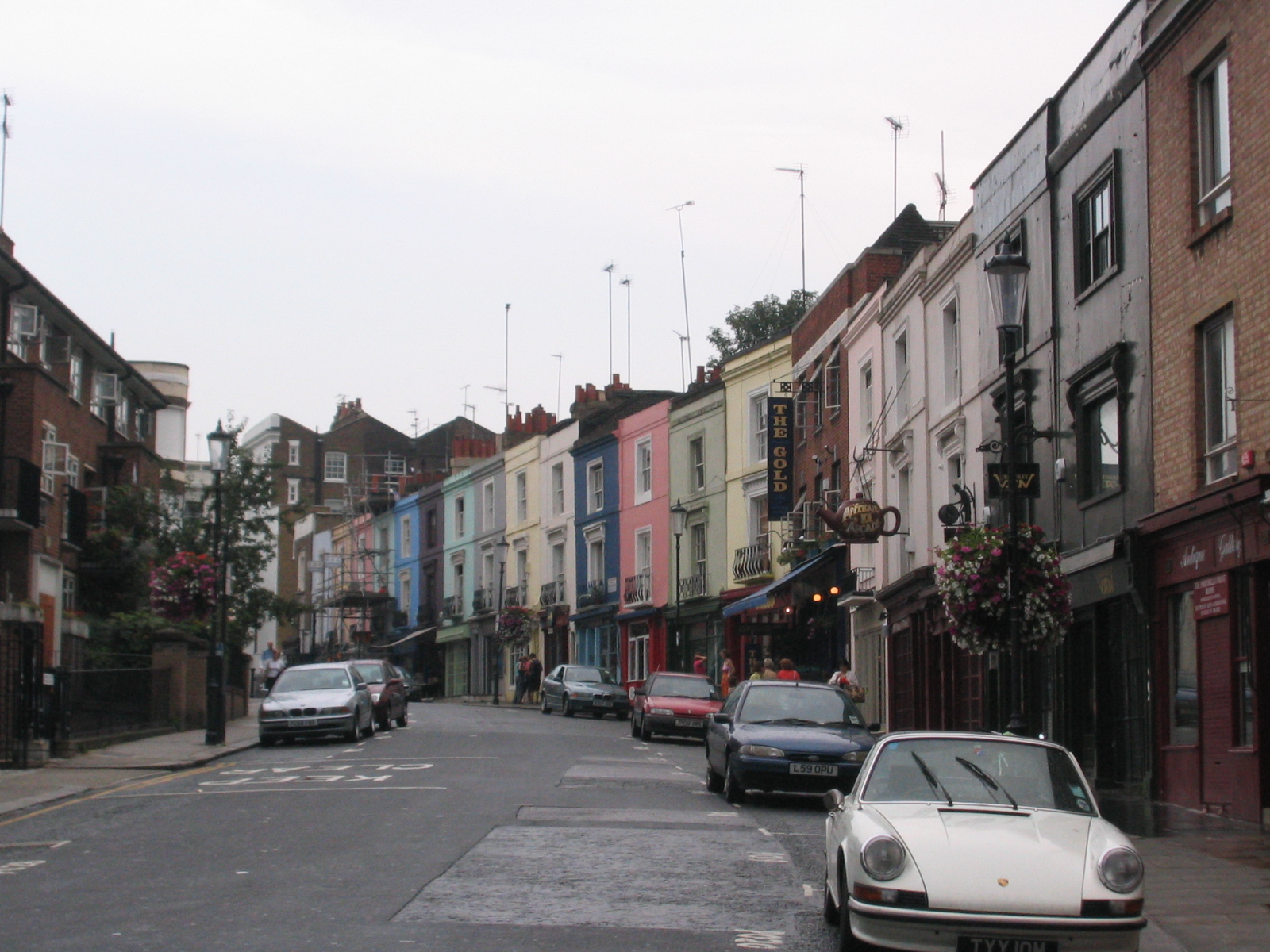
Portobello Road, Notting Hill.

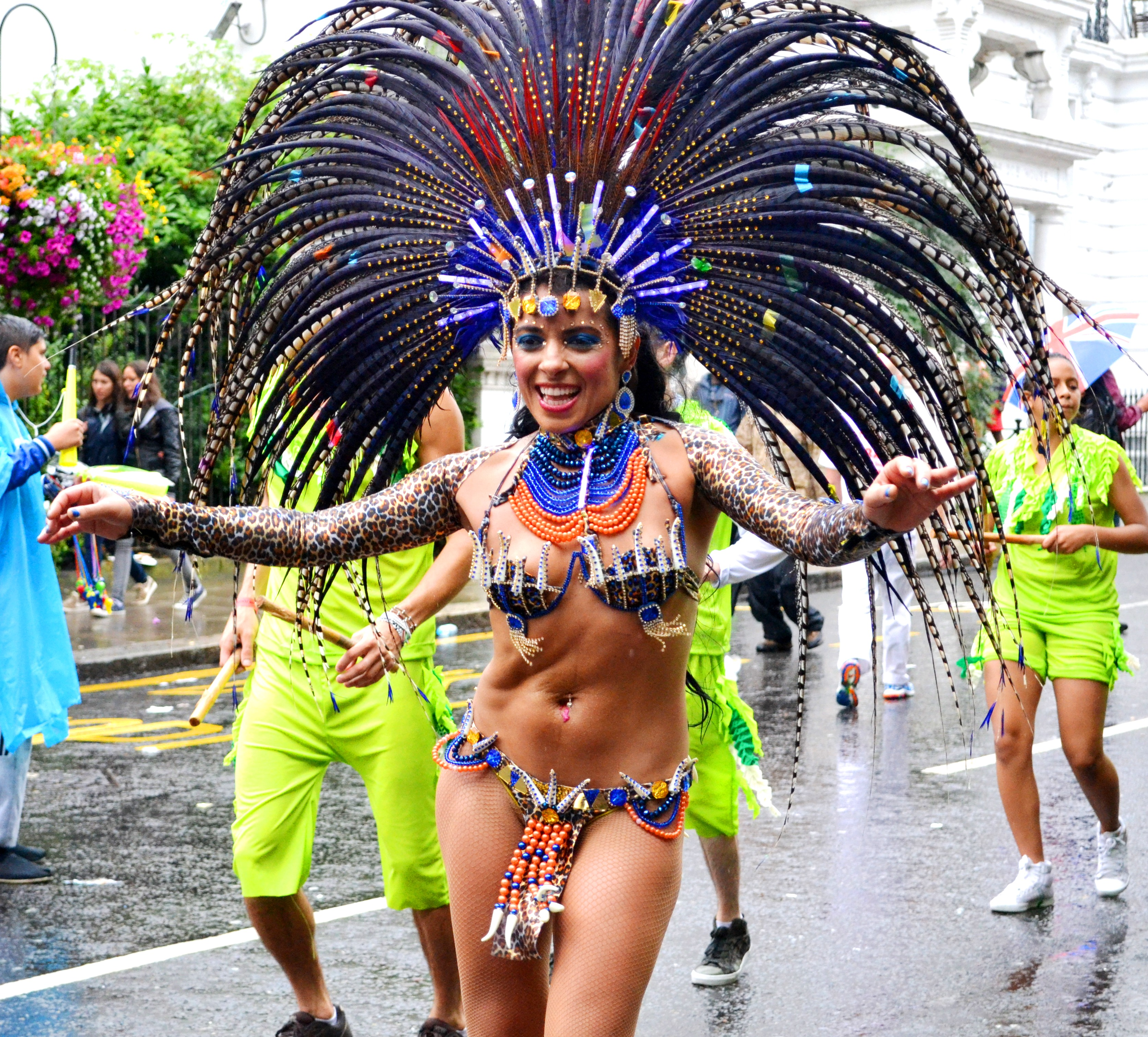
Notting Hill-karnevalen 2014.

Notting Hill är en stadsdel (district) i västra London. Stadsdelen ligger i stadskommunen Kensington and Chelsea, nära Kensington Gardens nordvästra hörn. Den är bland annat känd för filmen med samma namn och Notting Hill-karnevalen, som äger rum varje år i augusti. Karnevalen har karibiskt tema och har anordnats sedan 1960-talet.
I Notting Hill ligger Portobello Road, en gata som är känd för sina många affärer och sin dagliga marknad. I närheten ligger tunnelbanestationen Notting Hill Gate, som ligger utmed tunnelbanelinjerna Circle Line och Central Line.